# Granatnik Mk 47 Striker 40
Mk 47 Mod 0 inaczej Striker 40 – amerykański granatnik automatyczny stworzony jako następca Mk 19.
W odróżnieniu od granatnika Mk 19, Striker 40 jest konstrukcją bardziej zaawansowaną, który między innymi posiada zintegrowany system kierowania ogniem. Dodatkowo do niektórych zalet granatnika, które dają mu 90% skuteczności w namierzeniu celu, należy dodać wmontowany system wideo obserwacji, dalmierz laserowy i elektroniczny mechanizm statywu. Granatnik Mk 47 Mod 0 jest lżejszy od Mk 19 o 10 kg, co w znacznym stopniu ułatwia manewrowanie.
W obecnej chwili granatnik jest testowany w Siłach Zbrojnych USA i Siłach Obronnych Izraela.